# Choe Yu-ri
Đây là một tên người Triều Tiên, họ là Choe.
Choe Yu-ri (tiếng Hàn: 최유리, Hán-Việt: Choi Yu Ri; sinh ngày 16 tháng 9 năm 1994) là nữ cầu thủ bóng đá chuyên nghiệp người Hàn Quốc hiện đang thi đấu ở vị trí tiền đạo cánh cho Câu lạc bộ Birmingham City Women’s tại Giải Hạng nhì nữ Anh và Đội tuyển bóng đá nữ quốc gia Hàn Quốc.

## Danh hiệu và Thành tích

### Đội tuyển quốc gia

#### ĐTQG nữ Hàn Quốc

##### Cúp bóng đá nữ châu Á
- Á quân: 2022